# Supplimburgo
La famiglia del re ed imperatore Lotario II (III) è denominata dei Supplimburgo, in tedesco Supplinburger, nome derivante dal nome del castello di Süpplingenburg.

## Albero genealogico
1. Liutgero, conte (1013), conte nell'Harzgau (1021), documentato dal 1013 al 1031 († dopo il 1031).
  1. Lutero, conte nella Turingia settentrionale e Derlingau (1042-1062) († dopo il 1063);
  2. Bernardo, conte nell'Harzgau (1052), conte di Supplimburgo, documentato dal 1043 al 1062 (prima del 1043-prima del 1069) ∞ () Ida di Querfurt, figlia di Gebeardo I (circa 975 – circa 1017) e NN;
    1. Gebeardo, conte di Supplimburgo, conte di Harzgau (1052) (⚔ 9 giugno 1075 nella battaglia di Homburg an der Unstrut) ∞ () Edvige di Formbach, (intorno al 1050-intorno al 1090) (∞ I: () conte Enrico NN); (∞ III: (dopo il 3 marzo 1079) duca Teodorico II di Alta Lorena (prima del 1065-30 dicembre 1115) →Casa Châtenois, figlio del duca Gerardo III di Alta Lorena (1030-1070) ed Edvige di (Namur) (-)), figlia del conte Federico di Formbach (- (1059)) e Gertrude di Haldensleben (circa 1035-1116);
      1. Lotario di Supplimburgo, conte (1100), duca di Sassonia (1106), re dei Romani (24 agosto 1125 a Magonza), imperatore (8 giugno 1133 a Roma) (entro il 9 giugno 1075-4 dicembre 1137 a Breitenwang, Tirolo; ▭ a Königslutter) ∞ (1100) Richenza di Northeim (intorno al 1089-9/10/11 giugno 1141), figlia erede di Enrico di Northeim, margravio di Frisia (intorno al 1055-prima dell'aprile 1101) e Gertrude la Giovane di Braunschweig, margravina di Meißen (intorno al 1060-1117);
        1. Gertrude di Supplimburgo, duchessa di Baviera e Sassonia, margravia d'Austria (18 aprile 1115-18 aprile 1143; a Klosterneuburg); ∞ I: (29 maggio 1127 sul Gunzenle) Enrico il Fiero, duca di Sassonia (1126–1138), duca di Baviera e margravio di Toscana (1137–1139) (1102 o 1108-20 ottobre 1139 a Quedlinburg; ▭ a Königslutter), figlio del duca Enrico IX il Nero di Baviera (1075-1126) e Wulfhilde di Sassonia (intorno al 1075-1126) →Welfen; ∞ II: (1 maggio 1142) Enrico II di Babenberg, margravio (1141) e duca d'Austria (1156-) (1107-13 gennaio 1177 a Vienna; ▭ nell'abbazia degli Scozzesi, ibid); →Babenberger, figlio del margravio Leopoldo III (1073-1136) e la salica Agnese di Waiblingen, duchessa di Svevia e margravia d'Austria, (1074-1143).

      2. Ida di Supplimburgo, contessa di Burghausen (intorno al 1073 o 1080-3 marzo (1138); ▭ nell'abbazia di Michaelbeuern); ∞ ((1074)) Sigeardo IX, conte di Tengling (1074), conte di Burghausen-Schala, conte di Pongau e Chiemgau, primo Vogt di Michaelbeuern; →Sigeardingi († 5 febbraio 1104 a Ratisbona, decapitato), figlio del conte Federico I di Pongau, conte di Tengling (1048), conte a Salzburggau (circa 1030-1071) e Matilde di Cham-Vohburg (-1125).

    2. Tietmaro, vescovo di Halberstadt (1 febbraio 1089-16 febbraio 1089) († 1093).